# Вульф, Андреа
Андреа Вульф (Andrea Wulf; род. 1972, Нью-Дели) — немецко-британский литератор-историк, журналистка. Автор шести отмеченных наградами книг, бестселлеров, автор The Invention of Nature: Alexander von Humboldt’s New World. Член Линнеевского общества, Королевских географического (2013) и литературного (2018) обществ.
Родилась в Индии, выросла в Германии. Более 20 лет прожила в Великобритании. Обучалась в Королевском колледже искусств.
Проживает в Лондоне.
Член PEN American Center и Society of Woman Geographers. Международный фелло Клуба первооткрывателей.
Писала для New York Times, Financial Times, Atlantic, LA Times, Wall Street Journal, Guardian, Sunday Times.
Регулярно выступает в СМИ, на радио и телевидении.

## Награды и отличия
- Лонг-лист Samuel Johnson Prize[англ.] 2008 — The Brother Gardeners
- American Horticultural Society[англ.] 2010 Book Award — The Brother Gardeners
- CBHL[англ.] 2010 Annual Literature Award
- Costa Biography Award 2015
- Финалист Kirkus Book Prize 2015
- Los Angeles Times Book Prize for Science and Technology[англ.] (2015)
- Ness Award[англ.] (2016)
- Royal Society Science Books Prize[англ.] (2016)
- Inaugural James Wright Award for Nature Writing 2016
- Lichtenberg Medal[англ.] (2019)
- «Founding Gardeners» и «The Invention of Nature» попали в New York Times Best Seller List

## Книги
- The Brother Gardeners: Botany, Empire and the Birth of an Obsession (2008)
- Founding Gardeners: The Revolutionary Generation, Nature and the Shaping of the American Nation (Knopf, 2011)
- Chasing Venus: the race to measure the heavens (2012)
- The Invention of Nature[англ.]: Alexander von Humboldt’s New World (Knopf, 2015)
- The Adventures of Alexander Von Humboldt (Pantheon, 2019)
- Magnificent Rebels: The First Romantics and the Invention of the Self (2022) - книга года по версиям The Times, The Spectator, Prospect, Sunday Times, Economist, New Statesman, Telegraph, Financial Times, TLS, New York Times и Washington Post.